# Dreamatorium
| Recensione | Giudizio |
| ---------- | -------- |
| AllMusic   |          |

Dreamatorium è il primo album in studio del chitarrista statunitense Death Cube K, pubblicato il 13 maggio 1994 dalla Strata.
L'anno successivo il disco è stato ristampato dalla Subharmonic Records di Bill Laswell.

## Tracce
1. Land of the Lost – 10:00
2. Maps of Impossible Worlds – 7:13
3. Terror by Night – 7:08
4. Maggot Dream – 5:07
5. Dark Hood – 12:39

## Formazione
- Buckethead – chitarre, effetti sonori
- Bill Laswell – bassi, effetti sonori, arrangiamenti
- Robert Musso – ingegneria
- Layng Martine – assistenza ingegneria